# Mamba (musikgrupp)
Mamba var en svensk jazzgrupp.
Mamba bildades 1976 och upplöstes 1981. År 1979 utgavs det självbetitlade albumet Mamba (Sonet SLP-2627), vilket var inspelat i Dan Tillbergs Bellatrix-studio i Malmö. Detta album innehåller långa, funkiga instrumentallåtar i Egbas anda. Mats Norrefalk hade tidigare varit medlem i Saga och även spelat med Thomas Wiehe.

## Medlemmar
- Sven Bergcrantz (keyboards)
- Håkan Bergcrantz (saxofon)
- Tim Hagans (trumpet, flygelhorn)
- Rolf Ekström (trumpet, flygelhorn)
- Sven Berggren (trombon)
- Mats Norrefalk (gitarr)
- Klaus Hovman (bas)
- Frank Montila (percussion)
- Thomas Bergcrantz (trummor)